# Mil V-16
Mil V-16 là một đề án trực thăng vận tải/chở hàng hạng nặng của Liên Xô cuối thập niên 1960.